# Jean-Pierre Barbanson
Jean-Pierre Joseph Barbanson, né à Bruxelles, le 9 juillet 1797 et y décédé le 21 mai 1883 fut un homme politique belge francophone libéral, avocat, banquier et industriel.
Il fut conseiller communal à Bruxelles, conseiller provincial de la province de Brabant et membre du parlement,,.
Il est inhumé au Cimetière de Bruxelles à Evere.